# Хорсенс
Хорсенс (дан. Horsens) је значајан град у Данској, у средишњем делу државе. Град је у оквиру покрајине Средишње Данске, где са околним насељима чини једну од општина, Општину Хорсенс. Данас Хорсенс има око 54 хиљаде становника у граду и око 82 хиљаде у ширем градском подручју.
Хорсенс је познат као место рођења чувеног морепловца Витуса Беринга, који је дао име Беринговом мору и Беринговом острвцу.

## Географија
Хорсенс се налази у средишњем делу Данске. Од главног града Копенхагена, град је удаљен 260 километара западно.
Рељеф: Град Хорсенс се налази у средишњем делу данског полуострва Јиланд. Градско подручје је покренуто за данске услове. Надморска висина средишта града креће се од 0 до 50 метара.
Клима: Клима у Хорсенсу је умерено континентална са утицајем Атлантика и Голфске струје.
Воде: Хорсенс се образовао на крају Хорсенског залива, дела Северног мора.

## Историја
Подручје Хорсенса било је насељено још у доба праисторије. Данашње насеље први пут се спомиње око 1100. године. У 13. веку насеље је добило градска права.
И поред петогодишње окупације Данске (1940-45.) од стране Трећег рајха Хорсенс и његово становништво нису много страдали.

## Становништво
Данас Хорсенс има око 54 хиљаде у градским границама и око 82 хиљаде са околним насељима.
Етнички састав: Становништво Хорсенса је до пре пар деценија било било готово искључиво етнички данско. И данас су етнички Данци значајна већина, али мали део становништва су скорашњи усељеници.

## Привреда
Хорсенс је индустријско средиште и има јаку електронску индустрију. У Хорсенсу се налази једини индустријски музеј у Данској.

## Галерија
- Главна градска црква
- Градска светковина у стилу средњег века
- Хотел „Јоргенсес“
- Градска новоградња

## Партнерски градови
- Нокија
- Blönduós
- Мос Karlstad Municipality